# Manuel de Aróstegui Garamendi
Manuel de Aróstegui Garamendi (Ochandiano, 31 de diciembre de 1854 – Manila, 28 de mayo de 1903) fue un compositor y maestro de capilla español.

## Vida
Manuel de Aróstegui Garamendi nació en Ochandiano, en la provincia de Vizcaya, el 31 de diciembre de 1854, hijo de Agustín de Aróstegui, organista de la iglesia parroquial de Santa Marina, y de Polonia Garamendi. Fue el hermano mediano de los tres hijos de Agustín y Polonia, todos ellos dedicados a la música. Matías Aróstegui (1853-1903), el mayor, también fraile agustino, compositor y maestro de capilla del Real Monasterio de San Lorenzo de El Escorial; Marcelino Aróstegui (1856-1910), el menor, también se dedicó a la música como profesor en el colegio de los agustinos de Santa María de la Vid, en la provincia de Burgos. Todos ellos se formaron musicalmente en un principio con su padre, aprendiendo solfeo, órgano y piano.
A los doce años, Manuel de Aróstegi, ingresó como niño del coro en la capilla de música de la Catedral de Santa María de Burgos, donde aprendería armonía con el maestro Enrique Barrera.
El 31 de marzo de 1876 profesó en el monasterio de Santa María de La Vid de agustinos calzados de Filipinas. En 1882 fue trasladado al monasterio de San Agustín de Valladolid, donde ejerció de organista y maestro de capilla, además de enseñar música. Además fue procurador del convento y administrador de la Revista Augustiniana.
En 1886 fue trasladado a las islas Filipinas, donde estuvo al frente de la capilla de música del convento de San Agustín de Manila durante aproximadamente un año. Allí consiguió un cierto reconocimiento como compositor y director de orquesta.
El fallecimiento con 33 años de su hermano Matías, maestro de capilla del Real Monasterio de San Lorenzo de El Escorial, el 31 de enero de 1887, provocó que se le llamase de vuelta a la Península para sustituirlo en el cargo. Una vez llegada a San Lorenzo de El Escorial fue nombrado organista y maestro de capilla del Real Monasterio, además de profesor de música en el Real Colegio de Alfonso XII.
Finalmente regresó a las Filipinas en 1896 para ejercer el ministerio parroquial en la iglesia de San José Patriarca en el municipio de San José, en la isla de Luzón. Dos años más tarde, en 1898, lo destinaron al convento de San Pablo de Manila tras las penalidades causadas por la revolución. Allí permanecería ejerciendo de maestro de capilla hasta su fallecimiento el 28 de mayo de 1903.

## Obra

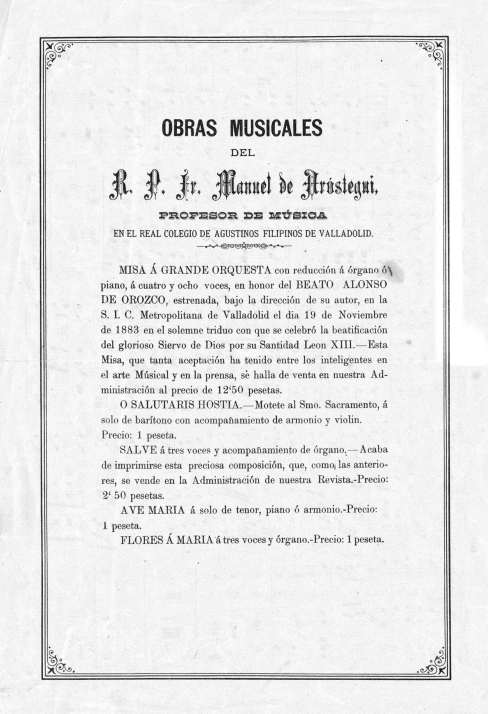
«Obras musicales del R. P. fr. Manuel de Aróstegui Profesor de Música». Página 4 de la partitura del Ave María (1886) de fray Manuel de Aróstegui.

Durante su estancia en el Monasterio de La Vid, entre 1876 y 1882, destacaron sus dotes como compositor. El monasterio era especialmente propicio al florecimiento de las artes y sobre todo la música. Sus primeras composiciones muestran una gran originalidad y frescura, que plasma con claridad en sus obras. Los críticos las han clasificado de excesivamente serias y muy intrincadas, poco asequibles al oído. Allí escribió El triunfo de la gracia a tres voces y piano, dedicado a San Agustín, y María al pie de la Cruz para tenor. Las obras están influenciadas tanto por la música religiosa de su época, como por las sonatas de Beethoven y Chopín. Además, allí compondría Misa en honor del Beato Alonso de Orozco, a cuatro voces y orquesta; O Salutaris; Ave María; Flores a María; y Misa pastorela.
En Madrid, durante su estancia en El Escorial, entraría en contacto con las corrientes reformistas de la música religiosa, como defendía Eustaquio de Uriarte y otros agustinos. Sin embargo no se sumó a estas corrientes, quizás por su falta de gusto de la polifonía del siglo XVI que empleaban los reformistas como punto de partida. De esta época son la Misa a orfeón y la Misa de réquiem, en la que se muestra la creciente preocupación de Aróstegui por la armonía y el formalismo.
En general, su ingente obra incluye la composición de misas, salves y otras obras marianas, motetes, música sinfónica, obras para voz y piano, obras para grupos instrumentales, para piano, etc.